# ナミ (タレント)
ナミ（1987年6月20日 - ）は、東京都出身の女性タレント。合同会社DMM.com（DMMぱちタウン）所属。

## 経歴
短大卒業後、一般企業に就職するが1カ月で退職。退職後、毎日ホールに通う生活をしていた時に『パチンコ攻略マガジン』（双葉社）の“登龍門プロジェクト”を知る。興味本位から応募し合格。2014年に「るる」としてライターデビュー。
「海物語シリーズ」が好きで“海の女王”を自称し定着させるなど人気ライターとして活動していたが、2018年3月に突如休養を宣言。4月には『パチンコ攻略マガジン』を辞める。辞めるに際し公式ブログで会社への不信が要因であると告白していたが、後に該当ブログを削除している。
2018年6月16日、ツイッター及びブログでDMMぱちタウン専属ライターとなった事を発表。「冨樫マリア（とがし まりあ）」として活動を始めるが、自身で命名したにもかかわらず馴染めないとしてツイッターでアンケート投票を行い、4カ月ほどで「ナミ」に改名。
ネット動画や専門チャンネルなどへの出演が主な活動だが、2019年3月には『週刊ポスト』（小学館）にグラビアが掲載された。

## 人物
- 大のアニメ・漫画好きで、かなりのオタクである。また過去には同人誌を約200冊所有していた事もあったという。
- 自宅でコザクラインコを飼っている。
- 海物語シリーズの「ズゴンくん」の人形を相棒として持ち歩いている。
- 海が好きで、よく海へ遊びに行くことが多い。

## 出演

### テレビ番組
- エハラマサヒロのパチバラ #25,#26（2015年、エンタメ～テレ）
- 激!今夜もドル箱（2016年 - 、テレビ東京） - 指南役で不定期出演
- パチマガGIGAWARSシーズン13（2016年 - 2017年、パチ・スロ サイトセブンTV）
- 木村魚拓の窓際の向こうに #204（2016年10月、パチンコ★パチスロTV!）
- 魚拓と成瀬のツキとスッポンぽん #126,#127,#130,#131,#134,#135（2017年、パチ・スロ サイトセブンTV）
- ガールズパチンコリーグ・クリスタル（2017年10月 - 2018年9月、MONDO TV） - 休養により途中降板
- 恋するパチスロリーグ（2019年9月 - 、MONDO TV）レギュラー

### イベント
- ユニバカ×サミフェス2016・2017
- パチスロサミット2017
- DMMぱちタウン4周年ファンフェスティバル
- PACHI EVA FES 2017
- 「パチスロ 新世紀エヴァンゲリオン～まごころを、君に～2」感謝祭
- みんなのパチンコフェス 2019

### WEB配信
- ナミのキュワキュワガチ実戦（DMMぱちタウン）
- ぱちんこスナック るるみん（KYORAKU CHANNEL）
- SANYO海日和 るるマリンちゃんのスペシャルグラビア（SANYO）
- パチマガスロマガちゃんねる（スロさんぽ,うみかつ）

## 作品

### DVD
- ナミとのデート（2020年2月25日、エアーコントロール）[2]

### 写真集
- 週刊ポストデジタル写真集「MEDAL NUDE パチンコライターナミ」（2019年9月23日、小学館）

### 雑誌
- 週刊ポスト 2019年3月29日号（小学館） - グラビア「パチンコ&パチスロライタービキニでフィーバー」
- 週刊ポスト 2019年10月4日号（小学館） - グラビア「確変SEXY」
- 週刊ポスト 2020年2月7日号（小学館） - インタビュー「令和のパチンコはここまで進化した　美女パチンコライター座談会」